# Bruno von François
Bruno von François (Magdeburgo, 29 de junio de 1818 - Spicheren, 6 de agosto de 1870) fue un oficial prusiano que participó en las guerras de unificación alemana. Falleció en la batalla de Spicheren en el marco de la guerra franco-prusiana.

## Biografía
Bruno von François era hijo del general prusiano Karl von François, quien combatió del lado ruso contra Napoleón Bonaparte durante la Guerra de la Sexta Coalición. Su prima era la escritora Louise von François.

### Origen
Su apellido provenía de una antigua familia de la nobleza hugonote francesa, mencionada en los anales desde el siglo XIV, y asentada en la Bugey, una vieja comarca al este de Bresse, al oeste de Francia. La familia tomó su apellido del nombre de su solaz, François des Alimes. Los descendientes de la familia sirvieron como vasallos en las guerras de los Duques de Saboya. Más tarde, se puede encontrar el nombre en Normandía con las variaciones "de Billy", "de la Motte", "de St. Nicolas" o "du Pommier".
En el año 1685, con el edicto de Nantes, una rama de la familia encabezada por un cierto Etienne de François se vio forzada a abandonar Francia y buscar asilo en el Electorado de Sajonia, a causa de su fe protestante. En 1774, la familia entró a formar parte de la nobleza prusiana por méritos militares.

### Familia
En el año 1847 contrajo matrimonio en Luxemburgo, donde se hallaba destinado, con Marie von Wentzel, originaria de Coblenza. Con ella tuvo tres hijos, que también siguieron la carrera militar: 
- Curt von François (1852-1931) que participó en la Guerra Franco-prusiana y fue más tarde oficial del Ejército Colonial en el África del Sudoeste Alemana.
- Hugo von François (1861-1904), también oficial en el África Sudoccidental, muerto en batalla en 1904 durante la revuelta de los herero.
- Hermann von François (1856-1933) general de infantería durante la Primera Guerra Mundial.

### Carrera militar
Participó en la guerra contra Polonia, en la guerra de los Ducados y en la guerra austro-prusiana. Le fue concedida la condecoración Pour le Mérite por sus hazañas durante la batalla de Sadowa. El 26 de julio de 1870 fue ascendido de coronel del 58. Regimiento a general de brigada al mando de la 27.ª brigada de infantería de la 14.ª División. A los pocos días de su nombramiento entró en combate junto con su unidad en la guerra franco-prusiana.

### Fallecimiento
Comandó el 39.º Regimiento de Fusileros de Niederrhein y el 74.º Regimiento de Infantería de Hannover el 6 de agosto de 1870 en la batalla de Spicheren. Tras conquistar la meseta de Spicheren fue alcanzado por un francotirador francés. Según las fuentes, sus últimas palabras fueron: Verdaderamente es hermoso morir en el campo de batalla. Muero feliz, ya que puedo contemplar cómo prosigue el combate.
En su memoria fue erigida una lápida conmemorativa cerca del memorial al 74.ª Regimiento de Infantería. Su tumba se encuentra en el Jardín Franco-alemán de Sarrebruck.
La inscripción en su tumba reza: Cayó bajo cinco balas enemigas tras conquistar la montaña de Spicheren el 6 de agosto de 1870. El caballo se apareja para el día de la batalla, pero la victoria viene del Señor. Prov. Salm. 21.31

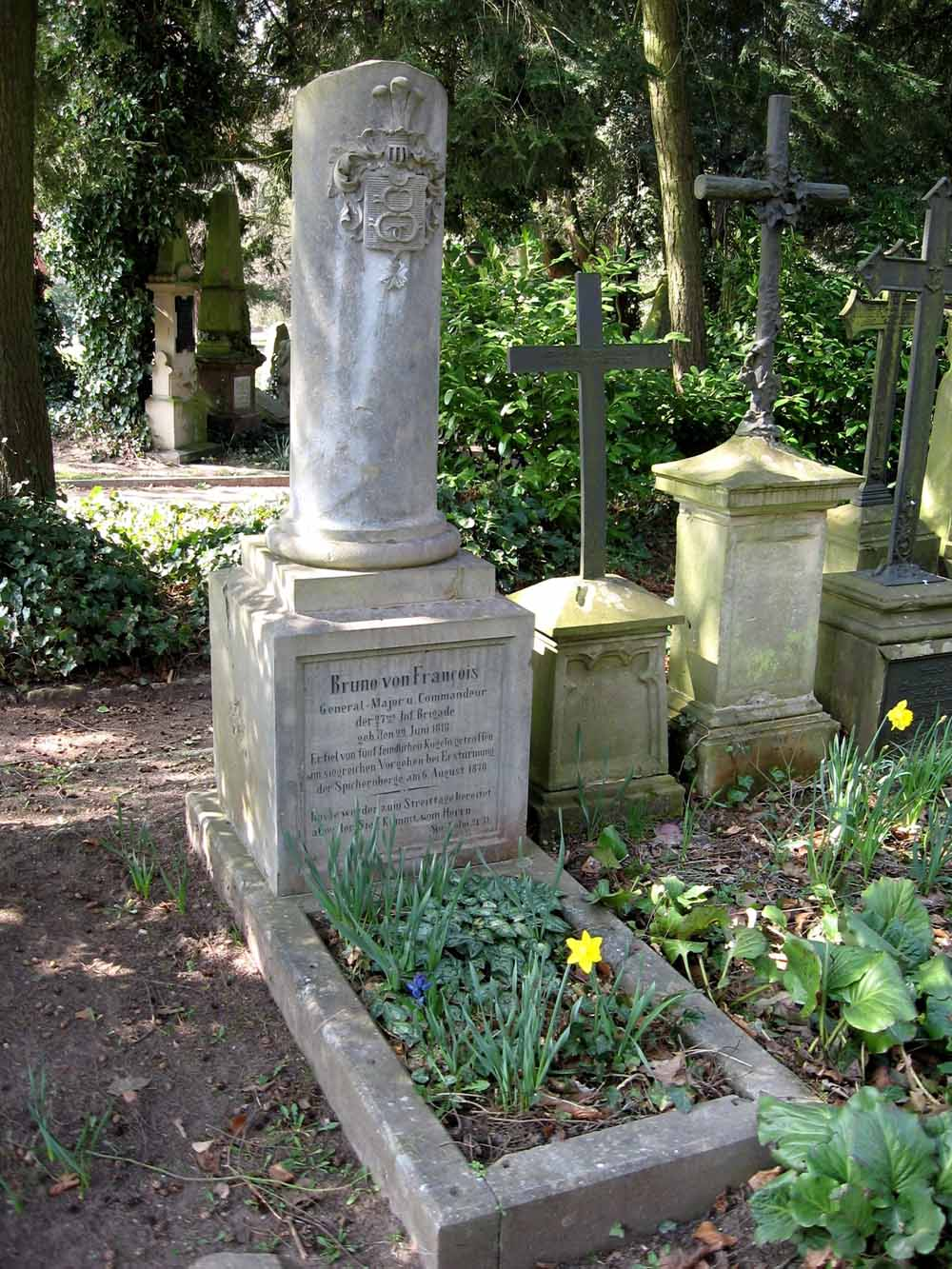
Tumba de Bruno von François en el Jardín Franco-alemán de Sarrebruck.
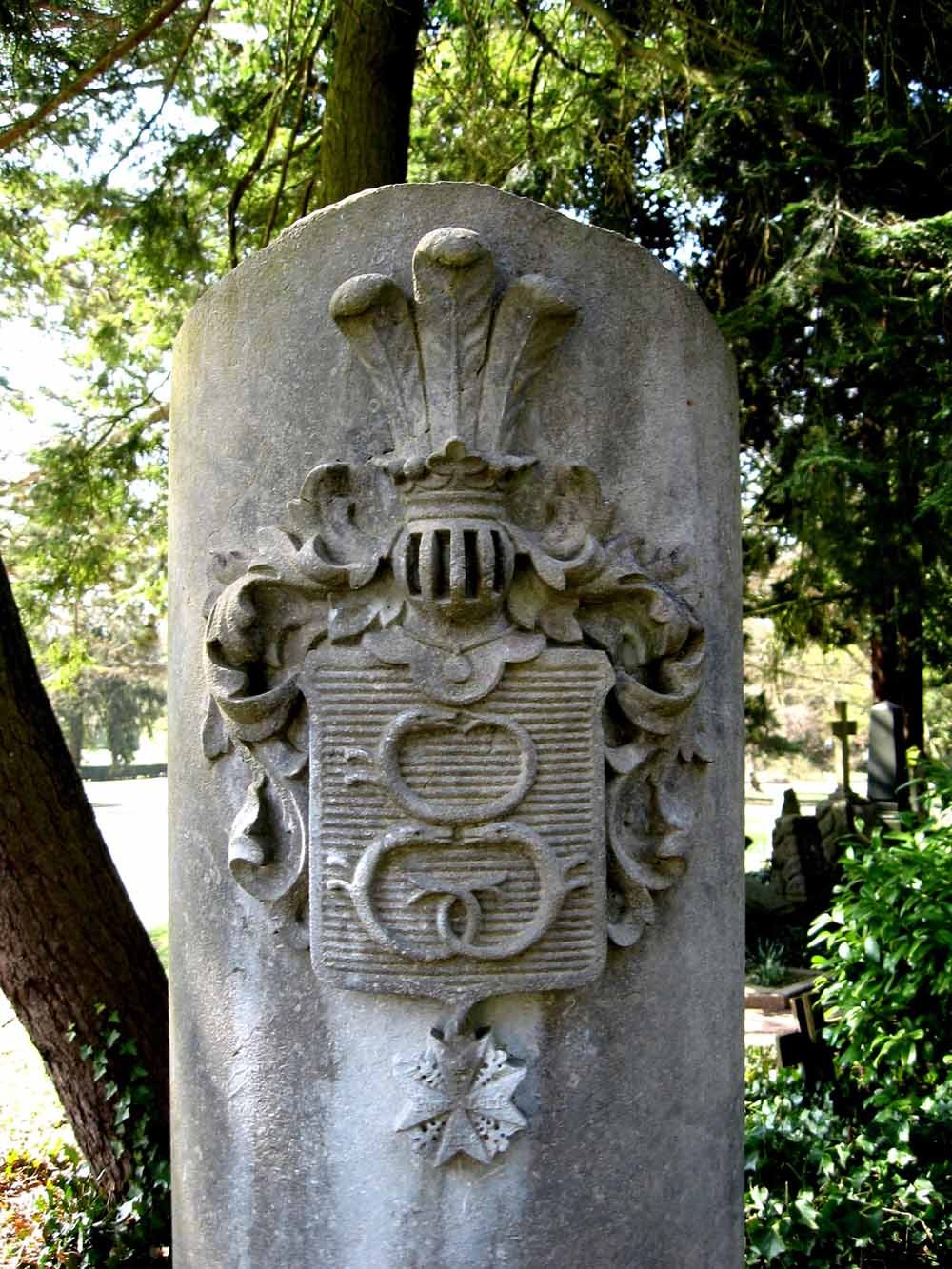
Escudo de armas de Bruno von François sobre su lápida.
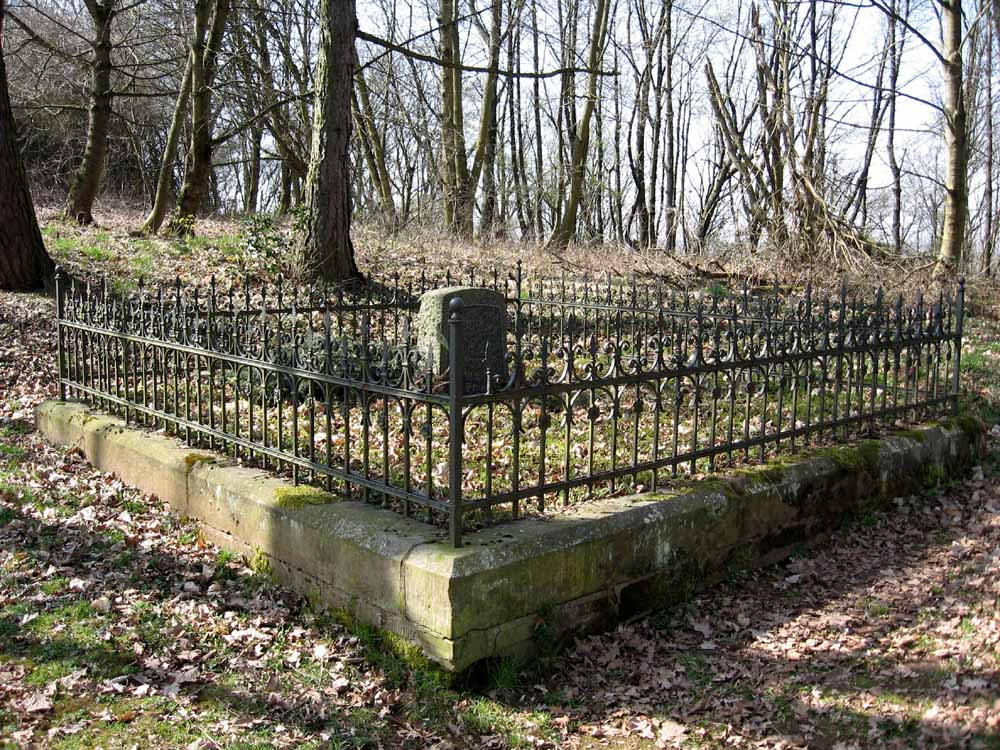
Lápida conmemorativa de Bruno von François en Spicheren.

## Memorial

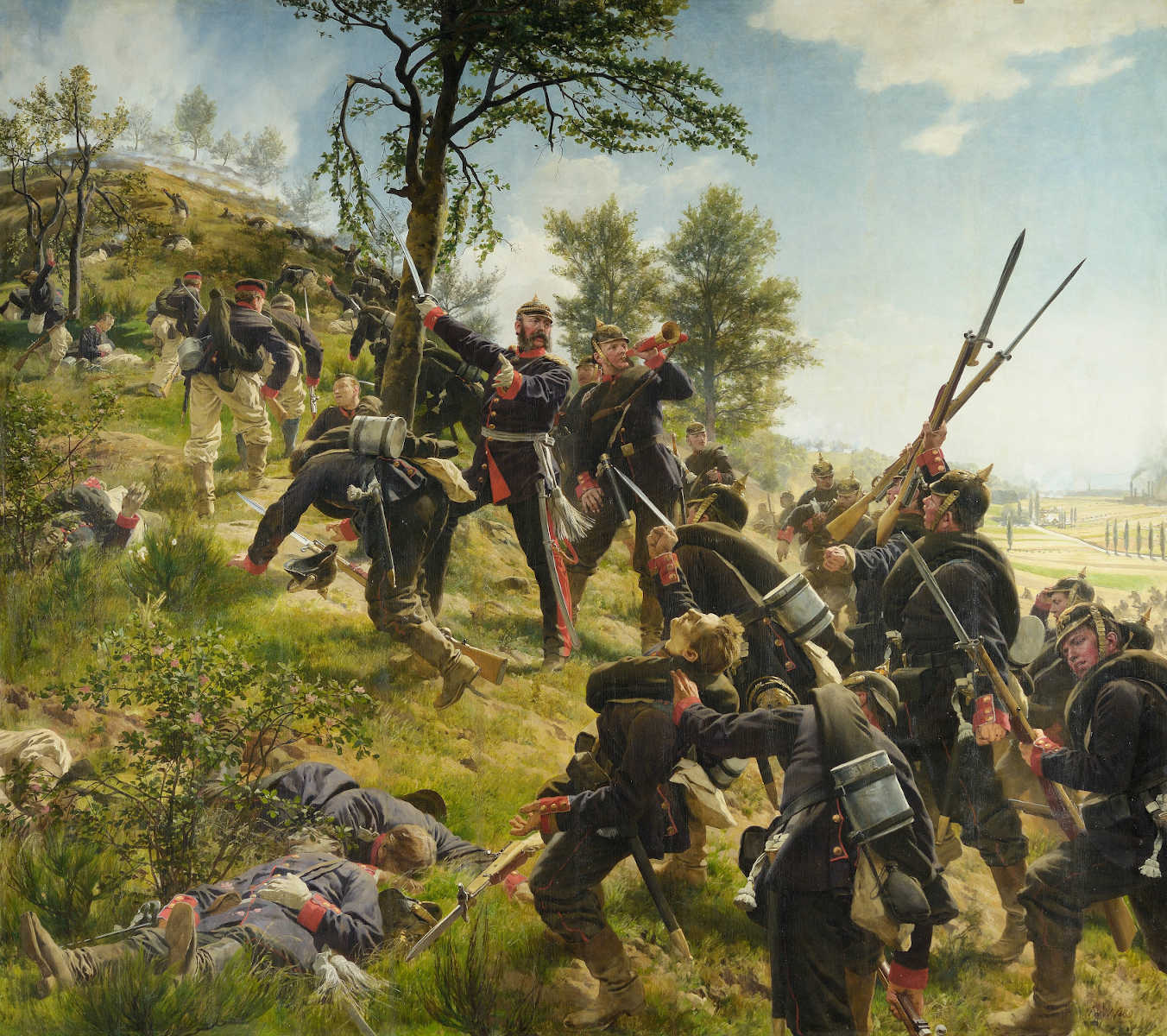
Anton von Werner, „Sturm auf die Spicherer Höhen“

En los anales de la guerra franco-alemana, se describen a menudo las acciones de von François como de una gran importancia estratégica, y su muerte como heroica.
En un cuadro de Anton von Werner de 1880, se puede ver a François en pie junto a un corneta, inspirando a sus soldados para atacar la colina Rothenberg (del alemán: Colina Roja). La pintura es parte de una serie sobre la batalla, que incluye dos pinturas más con escenas de la batalla y cuatro retratos. La serie fue cedida por el Reino de Prusia a la ciudad de Sarrebruck. Las pinturas se encontraban en el antiguo ayuntamiento de Sarrebruck - hoy Castillo de Sarrebruck, destruido completamente durante el bombardeo aliado del 5 de octubre de 1944. Las obras, sin embargo, se salvaron y fueron trasladadas al ayuntamiento de St. Johann. Hoy forman parte de una colección privada.
En 1895, para conmemorar el 25 aniversario de la batalla, el escultor Wilhelm Schneider modeló dos estatuas de tamaño natural de la sección de la imagen que muestra a François y el corneta. El grupo escultórico «Von François mit Trompeter» fue modelado provisionalmente en yeso para la Bergwerksdirektion de Sarrebruck, de donde fue trasladado a la ciudad de St. Johann. Los restos desaparecieron en fecha desconocida, y la ejecución de un modelo similar en bronce galvanizado fracasó debido al alto coste y las dudas sobre la participación de la ciudad de St. Johann en la financiación del proyecto.

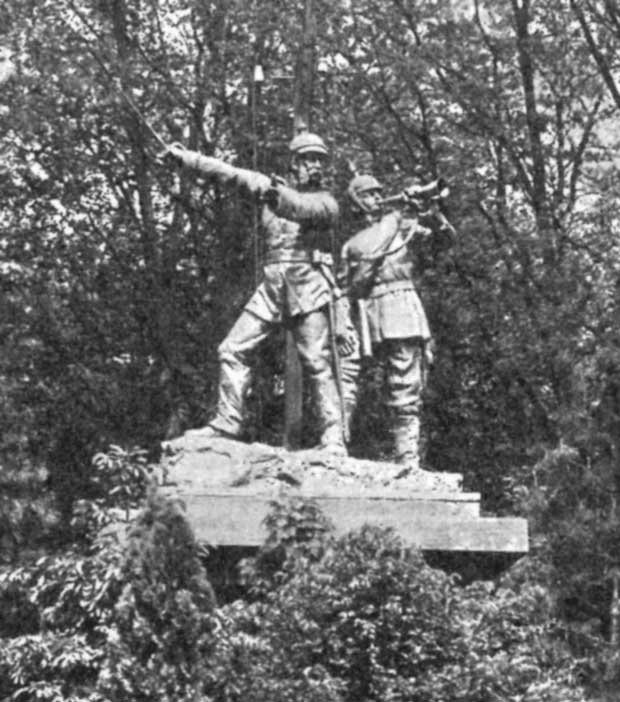
Grupo escultórico „Von François mit Trompeter“
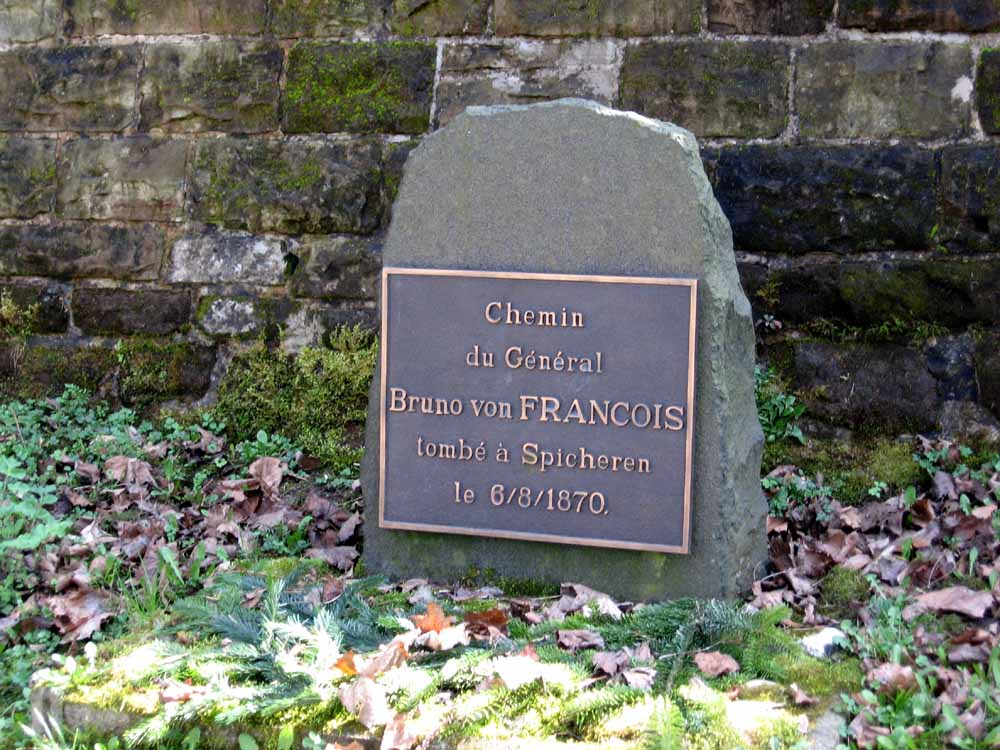
Placa conmemorativa a Bruno von François en Spicheren.